# VTB United League MVP

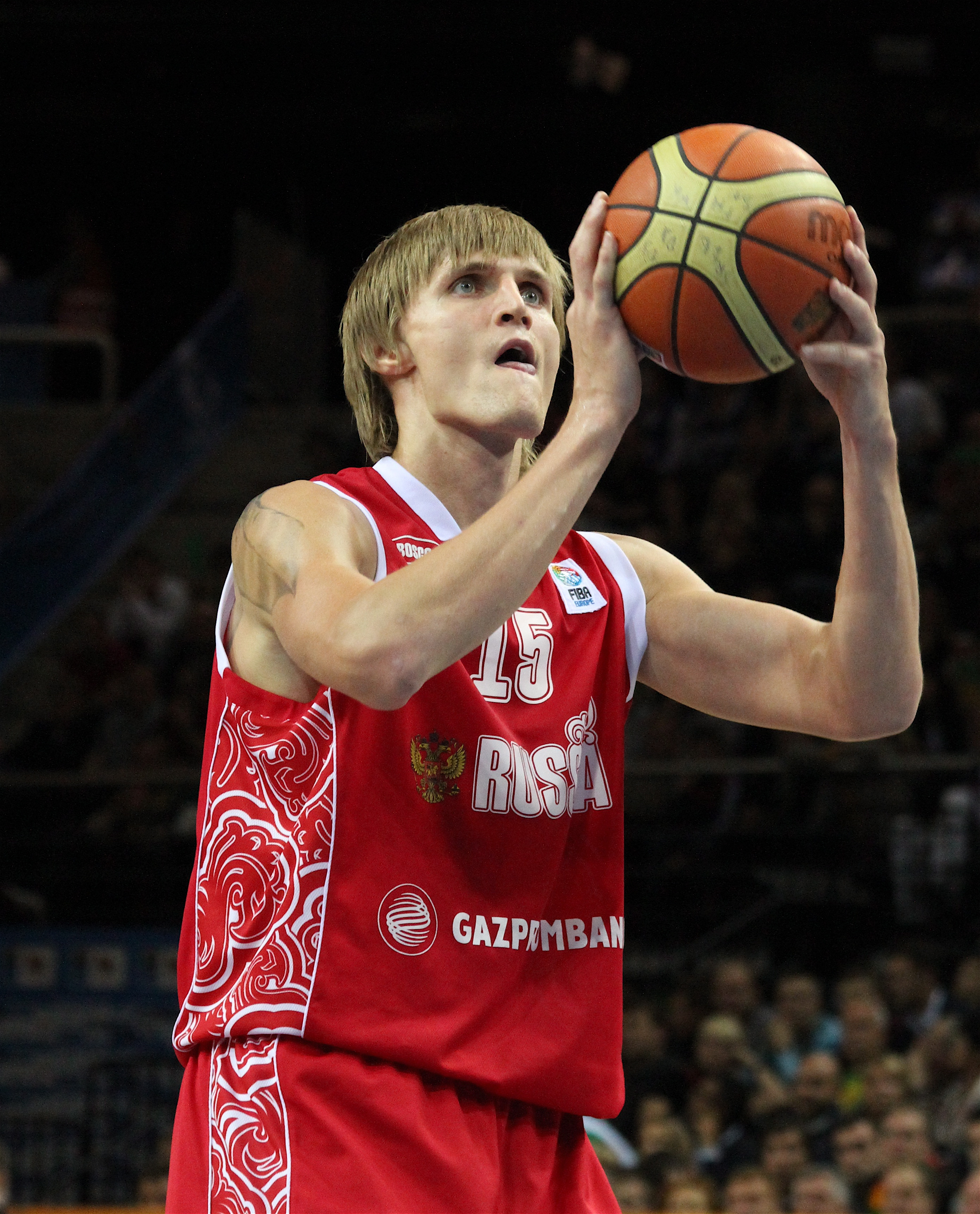
Kirilenko, vincitore nel 2012.

Il VTB United League MVP è il premio conferito dalla VTB United League al miglior giocatore della regular season.

## Vincitori
| Stagione  | Nazionalità        | Giocatore          | Squadra          |
| --------- | ------------------ | ------------------ | ---------------- |
| 2009-2010 | Russia             | Viktor Chrjapa     | CSKA Mosca       |
| 2010-2011 | Stati Uniti        | Ramel Curry        | Azov. Mariupol'  |
| 2011-2012 | Russia             | Andrej Kirilenko   | CSKA Mosca       |
| 2012-2013 | Bulgaria           | E.J. Rowland       | VEF Rīga         |
| 2013-2014 | Stati Uniti        | Andrew Goudelock   | UNICS Kazan'     |
| 2014-2015 | Francia            | Nando de Colo      | CSKA Mosca       |
| 2015-2016 | Francia            | Nando de Colo (2)  | CSKA Mosca       |
| 2016-2017 | Russia             | Aleksej Šved       | Chimki           |
| 2017-2018 | Francia            | Nando de Colo (3)  | CSKA Mosca       |
| 2018-2019 | Russia             | Aleksej Šved (2)   | Chimki           |
| 2019-2020 | Non assegnato      | Non assegnato      | Non assegnato    |
| 2020-2021 | Lituania           | Mantas Kalnietis   | Lokomotiv Kuban' |
| 2021-2022 | Croazia            | Mario Hezonja      | UNICS Kazan'     |
| 2022-2023 | Serbia             | Nikola Milutinov   | CSKA Mosca       |
| 2023-2024 | Macedonia del Nord | Nenad Dimitrijević | UNICS Kazan'     |